# ハイド記念館・教育会館
ハイド記念館・教育会館（はいどきねんかん・きょういくかいかん）は滋賀県近江八幡市にある歴史的建造物。
1931年、メンソレータム社創業者アルバート・アレキサンダー・ハイドの夫人からの建設費用の寄付によりウィリアム・メレル・ヴォーリズの設計で近江兄弟社幼稚園の前身である清友園幼稚園の園舎として建設されたのがハイド記念館で、同じく講堂兼体育館として建設されたのが教育会館である。1937年（昭和12年）にはヘレン・ケラー（Helen Adams Keller）が来校し、教育会館で講演を行った。両施設とも、近江兄弟社学園が所有する施設で、2000年に国の登録有形文化財となった。

## 施設
教育会館（講堂兼体育館）
- 竣工  -  1931年（昭和6年）
- 設計 - ヴォーリズ建築事務所
- 構造 -  木造平屋建て、一部2階、瓦葺
- 建築面積 - 477m2

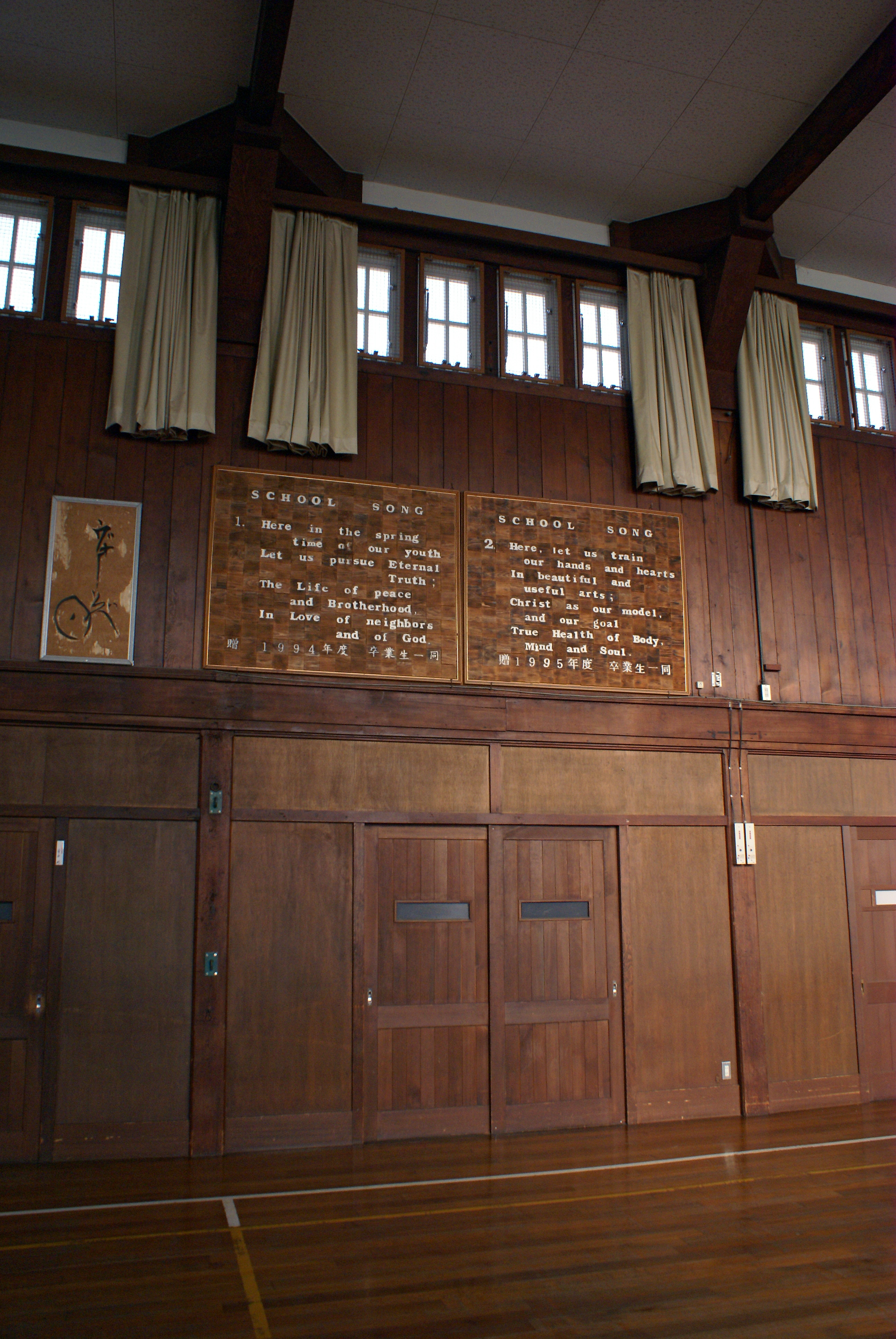
教育会館内部

- 備考 - 国の登録有形文化財 2000年登録[1]

ハイド記念館
- 竣工 - 1931年（昭和6年）
- 設計 - ヴォーリズ建築事務所
- 構造 -  木造2階建て、瓦葺
- 建築面積 - 352m2
- 備考 - 国の登録有形文化財 2000年登録[2]

## 所在地
〒523-0851　滋賀県近江八幡市市井町177 

## 交通アクセス
- JR東海道本線（琵琶湖線）および近江鉄道八日市線（万葉あかね線）近江八幡駅より徒歩約30分。